# Alfred Brendel
Alfred Brendel, KBE (ur. 5 stycznia 1931 w Loučnej nad Desnou, zm. 17 czerwca 2025 w Londynie) – austriacki pianista, pedagog, kompozytor, pisarz i poeta, jeden z największych pianistów XX wieku, wybitny wykonawca utworów Mozarta, Beethovena i Schuberta.

## Życiorys
Urodził się w Loučnej nad Desnou, na Morawach, w ówczesnej Czechosłowacji. W wieku 6 lat wyprowadził się z rodziną do Zagrzebia (w dawnej Jugosławii), gdzie uczyła go gry na fortepianie Sofija Deželić. W 1943 przeprowadził się z rodzicami do Grazu w Austrii. Studiował tam w konserwatorium w klasie fortepianu Ludoviki von Kaan. Później uczestniczył w kursach mistrzowskich m.in. u Edwina Fischera.
W 1949 otrzymał czwartą nagrodę na Międzynarodowym Konkursie Pianistycznym im. Ferruccio Busoniego w Bolzano we Włoszech.
W 1971 przeprowadził się do Wielkiej Brytanii. W 1989 został odznaczony przez królową angielską Elżbietę II komandorią Orderu Imperium Brytyjskiego, co wiąże się z nadaniem szlachectwa. W 1991 roku otrzymał niemiecki order Pour le Mérite.
Występował w prestiżowych salach koncertowych. Nagrywał dla takich firm płytowych jak: Philips Classics, Vox, Turnabout, Vanguard, EMI, Decca.
Otrzymał tytuł doktora honoris causa Uniwersytetu Londyńskiego (1978), Uniwersytetu Oksfordzkiego (1983), Uniwersytetu Yale (1992), Uniwersytetu McGilla (2011), Uniwersytetu w Cambridge (2012) i Uniwersytetu w Yorku (2018).
Posiadał obszerną dyskografię. Dokonując nagrań, utrwalił m.in. wszystkie koncerty fortepianowe Mozarta, komplet sonat Beethovena, interpretował utwory Schuberta.
W 2008 roku zakończył karierę pożegnalnym tournée, odwiedzając m.in. warszawską Filharmonię Narodową 27 kwietnia.
W październiku 2018 roku, zaproszony przez polskiego pianistę i pedagoga Grzegorza Manię, prowadził wykład pt. „Jak grać Mozarta” w Państwowej Szkole Muzycznej II stopnia im. Władysława Żeleńskiego w Krakowie, w ramach drugiej części projektu Gradus ad Parnassum.
Alfred Brendel publikował też eseje dotyczące muzyki i poezję. Był ojcem wiolonczelisty Adriana Brendela.